# Альваро Рекоба
Альваро Рекоба (ісп. Álvaro Recoba, нар. 17 березня 1976, Монтевідео) — колишній уругвайський футболіст, нападник, відомий, зокрема, виступами за уругвайський «Насьйональ», італійський «Інтернаціонале», а також національну збірну Уругваю.

## Клубна кар'єра
Народився 17 березня 1976 року в місті Монтевідео. Вихованець футбольної школи клубу «Данубіо». Дорослу футбольну кар'єру розпочав 1993 року в основній команді того ж клубу, в якій провів два сезони, взявши участь у 34 матчах чемпіонату.
Наступні два роки провів у складі «Насьйональ» з Монтевідео, грою за який привернув увагу скаутів європейських команд. 1997 року уклав контракт з міланським «Інтернаціонале», у складі якого спочатку потрапляв до основної команди нерегулярно, а на початку 1999 року був відданий в оренду до «Венеції».
У венеціанському клубі мав довіру тренерів і почав демонструвати свої бомбардирські якості, забивши за «Венецію» 11 голів у 19 іграх. Тож по завершенні терміну оренди Рекоба повернувся до «Інтера» вже не гравцем «на перспективу», а стабільним футболістом «основи». Відіграв за «нераззуррі» наступні вісім сезонів своєї ігрової кар'єри. Більшість часу, проведеного у складі «Інтернаціонале», був основним гравцем атакувальної ланки команди.
Від початку 2007 року майже не отримував місце у складі міланської команди і влітку того ж року перейшов на умовах річної оренди до «Торіно».
2008 року залишив Італію і наступні півтора року захищав кольори грецького «Паніоніоса».
На початку 2010 року повернувся на батьківщину, де грав за «Данубіо», з якого, як і 16 роками раніше, перейшов у 2011 до «Насьйоналя».

## Виступи за збірну
1995 року дебютував в офіційних матчах у складі національної збірної Уругваю. До припинення виступів за збірну у 2007 році провів у формі головної команди країни 69 матчів, забивши 14 голів.
У складі збірної був учасником чемпіонату світу 2002 року в Японії і Південній Кореї.
Також брав участь у двох розіграшах Копа Америка: 1997 року у Болівії та 2007 року у Венесуелі. Учасник розіграшу Кубка Конфедерацій 1997 року.

## Статистика виступів

### Статистика клубних виступів
| Сезон                  | Команда                | Чемпіонат              | Чемпіонат | Чемпіонат | Національний кубок | Національний кубок | Національний кубок | Континентальні кубки | Континентальні кубки | Континентальні кубки | Інші змагання | Інші змагання | Інші змагання | Усього | Усього |
| Сезон                  | Команда                | Ліга                   | Ігор      | Голів     | Кубок              | Ігор               | Голів              | Кубок                | Ігор                 | Голів                | Кубок         | Ігор          | Голів         | Ігор   | Голів  |
| ---------------------- | ---------------------- | ---------------------- | --------- | --------- | ------------------ | ------------------ | ------------------ | -------------------- | -------------------- | -------------------- | ------------- | ------------- | ------------- | ------ | ------ |
| 1992-93                | «Данубіо»              | ПДУ                    | —         | —         |                    | —                  | —                  | —                    | —                    | —                    | —             | —             | —             | —      | -      |
| 1993-94                | «Данубіо»              | ПДУ                    | 14        | 6         |                    | —                  | —                  | —                    | —                    | —                    | —             | —             | —             | 14     | 6      |
| 1994-95                | «Данубіо»              | ПДУ                    | 20        | 5         |                    | —                  | —                  | —                    | —                    | —                    | —             | —             | —             | 20     | 5      |
| 1995-96                | «Насьйональ»           | ПДУ                    | 22        | 8         | —                  | —                  | —                  | —                    | —                    | —                    | —             | —             | —             | 22     | 8      |
| 1996-97                | «Насьйональ»           | ПДУ                    | 11        | 9         | —                  | —                  | —                  | —                    | —                    | —                    | —             | —             | —             | 11     | 9      |
| 1997-98                | «Інтернаціонале»       | A                      | 8         | 3         | КІ                 | 5                  | 2                  | КУЄФА                | 6                    | 0                    | —             | —             | —             | 19     | 5      |
| 1998-січ. 1999         | «Інтернаціонале»       | A                      | 1         | 0         | КІ                 | 1                  | 0                  | ЛЧ                   | 2                    | 0                    | —             | —             | —             | 4      | 0      |
| січ.-чер. 1999         | «Венеція»              | A                      | 19        | 11        |                    | —                  | —                  | —                    | —                    | —                    | —             | —             | —             | 19     | 11     |
| 1999-00                | «Інтернаціонале»       | A                      | 27+1      | 10+0      | КІ                 | 6                  | 0                  | —                    | —                    | —                    | —             | —             | —             | 34     | 10     |
| 2000-01                | «Інтернаціонале»       | A                      | 29        | 8         | КІ                 | 3                  | 2                  | ЛЧ+КУЄФА             | 1+8                  | 0+5                  | —             | —             | —             | 41     | 15     |
| 2001-02                | «Інтернаціонале»       | A                      | 18        | 6         | —                  | —                  | —                  | КУЄФА                | 4                    | 0                    | —             | —             | —             | 22     | 6      |
| 2002-03                | «Інтернаціонале»       | A                      | 27        | 9         | КІ                 | 1                  | 0                  | ЛЧ                   | 14                   | 3                    | —             | —             | —             | 42     | 12     |
| 2003-04                | «Інтернаціонале»       | A                      | 19        | 8         | КІ                 | 3                  | 0                  | ЛЧ+КУЄФА             | 3+4                  | 1+2                  | —             | —             | —             | 29     | 11     |
| 2004-05                | «Інтернаціонале»       | A                      | 13        | 3         | КІ                 | 4                  | 2                  | ЛЧ                   | 5                    | 1                    | —             | —             | —             | 22     | 6      |
| 2005-06                | «Інтернаціонале»       | A                      | 20        | 5         | КІ                 | 3                  | 0                  | ЛЧ                   | 7                    | 1                    | СІ            | 1             | 0             | 31     | 6      |
| 2006-07                | «Інтернаціонале»       | A                      | 13        | 1         | КІ                 | 3                  | 0                  | ЛЧ                   | 2                    | 0                    | —             | —             | —             | 18     | 1      |
| Усього за «Інтер»      | Усього за «Інтер»      | Усього за «Інтер»      | 176       | 53        |                    | 29                 | 6                  |                      | 56                   | 13                   |               | 1             | 0             | 262    | 72     |
| 2007-08                | «Торіно»               | A                      | 22        | 1         | КІ                 | 2                  | 2                  | —                    | —                    | —                    | —             | —             | —             | 24     | 3      |
| 2008-09                | «Паніоніос»            | ГСЛ                    | 16        | 5         | КГ                 | 2                  | 1                  | —                    | —                    | —                    | —             | —             | —             | 18     | 6      |
| 2009-січ. 2010         | «Паніоніос»            | ГСЛ                    | 4         | 0         | КГ                 | 0                  | 0                  | —                    | —                    | —                    | —             | —             | —             | 4      | 0      |
| січ.-чер. 2010         | «Данубіо»              | ПДУ                    | 13        | 5         |                    | —                  | —                  | —                    | —                    | —                    | —             | —             | —             | 13     | 5      |
| 2010-11                | «Данубіо»              | ПДУ                    | 18        | 5         |                    | —                  | —                  | —                    | —                    | —                    | —             | —             | —             | 18     | 5      |
| Усього за «Данубіо»    | Усього за «Данубіо»    | Усього за «Данубіо»    | 65        | 21        |                    |                    |                    |                      |                      |                      |               |               |               | 65     | 21     |
| 2011-12                | «Насьйональ»           | ПДУ                    | 13        | 5         |                    | —                  | —                  | —                    | —                    | —                    | —             | —             | —             | 13     | 5      |
| Усього за «Насьйональ» | Усього за «Насьйональ» | Усього за «Насьйональ» | 46        | 22        |                    |                    |                    |                      |                      |                      |               |               |               | 46     | 22     |
| Усього                 | Усього                 | Усього                 | 348       | 113       |                    | 33                 | 9                  |                      | 56                   | 13                   |               | 1             | 0             | 438    | 135    |

## Титули і досягнення
- Чемпіон Італії (2):

«Інтернаціонале»: 2005-06, 2006-07
- Володар Кубка Італії (2):

«Інтернаціонале»: 2004-05, 2005-06
- Володар Суперкубка Італії з футболу (2):

«Інтернаціонале»: 2005, 2006
- Чемпіон Уругваю (1):

«Насьйональ»: 2011-12
- Володар Кубка УЄФА (1):

«Інтернаціонале»: 1997-98